# Hans von Tettau
Hans Bernhard Karl Otto von Tettau (* 30. November 1888 in Bautzen; † 30. Januar 1956 in Mönchengladbach) war ein deutscher General der Infanterie während des Zweiten Weltkriegs.

## Leben

### Herkunft
Hans entstammte dem Adelsgeschlecht von Tettau. Er war der Sohn des königlich sächsischen Majors Max von Tettau (1854–1909) und dessen Ehefrau Elisabeth, geborene Grädener (* 1862). Der sächsische Generalleutnant Bernhard von Tettau (1818–1898) war sein Großvater.

### Militärkarriere
Nach dem Besuch der Kadettenanstalt in Dresden wurde Tettau zum 1. März 1909 als Fähnrich dem 6. Infanterie-Regiment Nr. 105 „König Wilhelm II. von Württemberg“ der Sächsischen Armee überwiesen und avancierte Ende Januar 1910 zum Leutnant.
Bei Ausbruch des Ersten Weltkriegs nahm er zunächst an den Kämpfen im Elsass und in den Vogesen teil. Dort wurde er Mitte August 1914 verwundet und war nach seiner Gesundung ab Mitte September 1914 Adjutant des I. Bataillons. In dieser Eigenschaft zeichnete er sich während der Schlacht bei Ypern durch besondere Umsicht aus und wurde am 30. November 1914 mit dem Ritterkreuz des Militär-St. Heinrichs-Ordens beliehen. Im weiteren Kriegsverlauf stieg Tettau bis Mitte August 1917 zum Hauptmann auf und erhielt für sein Wirken neben beiden Klassen des Eisernen Kreuzes, das Ritterkreuz II. Klasse des Verdienstordens und das Ritterkreuz I. Klasse des Albrechts-Ordens mit Schwertern sowie das Ritterkreuz II. Klasse des Friedrichs-Orden mit Schwertern und das Verwundetenabzeichen in Schwarz.
Nach der Übernahme in die Reichswehr war er im 10. (Sächsisches) Infanterie-Regiment als Chef der 4. MG-Kompanie tätig, rückte in den Regimentsstab auf und avancierte Ende November 1930 zum Major. Ab 1931 wurde er als Kommandeur des Ausbildungs-Bataillons dieses Regiments verwendet und zwei Jahre später zum Oberstleutnant befördert. 1935 folgte seine Ernennung zum Kommandeur des Infanterie-Regiments 101 und ein Jahr später die Beförderung zum Oberst.
In dieser Eigenschaft führte Tetteu sein Regiment zu Beginn des Zweiten Weltkriegs beim Überfall auf Polen. Am 1. März 1940 erfolgte seine Beförderung zum Generalmajor. Noch als Kommandeur des Infanterie-Regiments 101 nahm er am Westfeldzug teil. Die deutsche 24. Infanterie-Division der Wehrmacht stand vom 14. Juni 1940 bis zum 23. Februar 1943 unter seinem Kommando. Mit dieser Division nahm er, als Teil der Heeresgruppe Süd, am Angriff auf die Sowjetunion teil. Er wurde am 1. März 1942 zum Generalleutnant befördert. Am 5. Mai 1942 wurde er mit dem Deutschen Kreuz in Gold ausgezeichnet. Für die Leistungen seiner Division bei der Eroberung der Festung Sewastopol erhielt Tettau am 3. September 1942 das Ritterkreuz des Eisernen Kreuzes. Am 24. Februar 1943 wurde er in die Führerreserve des OKH versetzt. Am 1. September 1943 wurde er zum Ausbildungsleiter und Führer des Ausbildungsstabes z. b. V. in den Niederlanden ernannt. Von September 1943 bis Ende 1944 war er auch Leiter der SS-Schule in Arnheim. Als die alliierte Operation Market Garden begann, formte er aus Ausbildungseinheiten die Kampfgruppe von Tettau, die die Briten in und um Oosterbeek von Westen aus angriffen. Obwohl in den Einheiten fast nur junge, unerfahrene Soldaten dienten, gelang es ihnen teilweise, die Landezonen zu besetzen und den Kessel bei Oosterbeek von der West- und Nordwestseite zu halten.
In Hinterpommern war er von Januar bis Mitte März 1945 Führer der „Korpsgruppe von Tettau“, die aus den Infanterie-Divisionen Köslin und Bärwalde bestand. Mit dieser Korpsgruppe wurde er bei Kolberg eingeschlossen. Mit Teilen seiner Einheit gelang ein Durchbruch nach Westen. Am 16. März 1945 erfolgte die Beförderung zum General der Infanterie. Am gleichen Tag wurde Tettau in die Führerreserve versetzt und am 5. April 1945 für seine Führungsleistung mit dem Eichenlaub zum Ritterkreuz des Eisernen Kreuzes (821. Verleihung) ausgezeichnet.
Bei der Kapitulation der Wehrmacht wurde er durch alliierte Besatzungstruppen verhaftet und Mitte 1947 aus der Kriegsgefangenschaft entlassen.

### Familie
Tettau war mit Ilse Nitzsche (* 1892) verheiratet. Aus der Ehe ging die Tochter Gabriele (* 1921) hervor.